# Mild Encephalopathy with Reversible Lesion in the Splenium

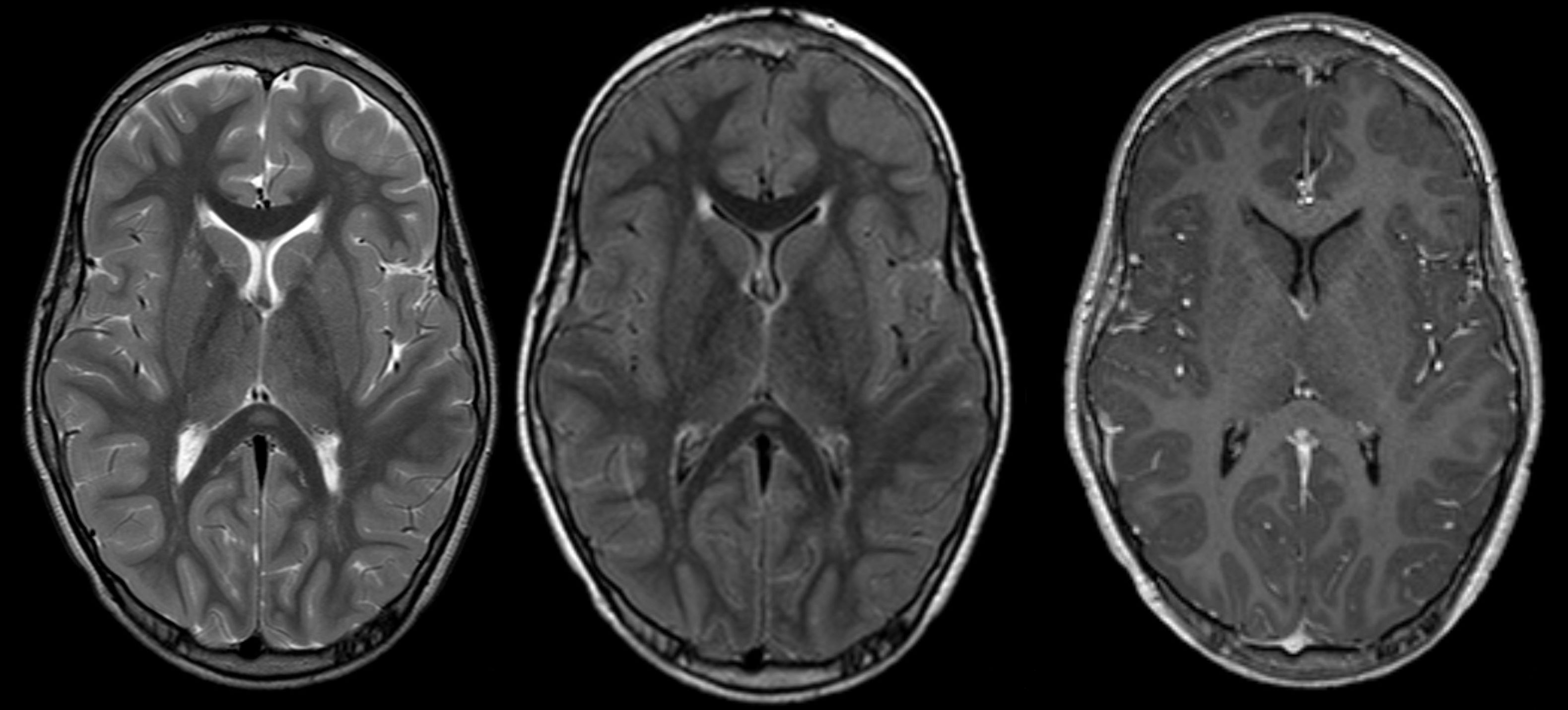
Magnetresonanztomographie mit den typischen Veränderungen im Splenium: T2w hyperintens, keine Kontrastmittelaufnahme. Es war auch eine Diffusionsstörung zu sehen.

Mild Encephalopathy with Reversible Lesion in the Splenium (MERS) bezeichnet in der englischen Fachliteratur eine Enzephalopathie, die meist im Zusammenhang mit Infektionen auftritt, vorübergehend neurologische Symptome verursacht und in der Regel spontan, also ohne spezielle Therapie im Laufe von Tagen bis Wochen komplett rückläufig ist.
Typische neurologische Beschwerden sind Kopfschmerzen, Schwindel, Delirium, Sprachstörungen, Ataxie und Krampfanfälle. Allerdings ist unklar, ob diese Symptome in direktem Zusammenhang zu den charakteristischen Veränderungen im MRT-Bild stehen. Vereinzelt werden Koma und schwere Hirnschäden im Zusammenhang mit MERS beschrieben, wobei das gleichzeitige Vorliegen anderer Hirnerkrankungen nicht ganz ausgeschlossen werden kann. Daher wird das Syndrom auch alternativ als "Reversible Splenial Lesion syndrome" (kurz RESLES) bezeichnet, um nicht pauschal von einer "milden" Symptomatik auszugehen.
Das Krankheitsbild gilt als selten und findet bislang nur kurze Erwähnungen in wenigen speziellen Lehrbüchern. Es tritt vorwiegend im ostasiatischen Raum auf.

## Bildgebung
Kennzeichnend und somit für die Prognose bestimmend sind lokal auf das Splenium begrenzte Veränderungen in der Magnetresonanztomographie. Es finden sich signalintense Veränderungen vor allem in diffusionsgewichteten und T2-gewichteten Bildern im Splenium, die kein Kontrastmittel aufnehmen und ebenso wie die klinischen Symptome spontan im Verlauf rückläufig sind.
Meist sind besagte Läsionen ausschließlich auf das Splenium begrenzt (Typ 1). Selten treten gleichzeitig analoge Veränderungen in anderen Hirnregionen auf, welche sich ebenso nach kurzer Zeit zurückbilden (Typ 2).